# 서녕

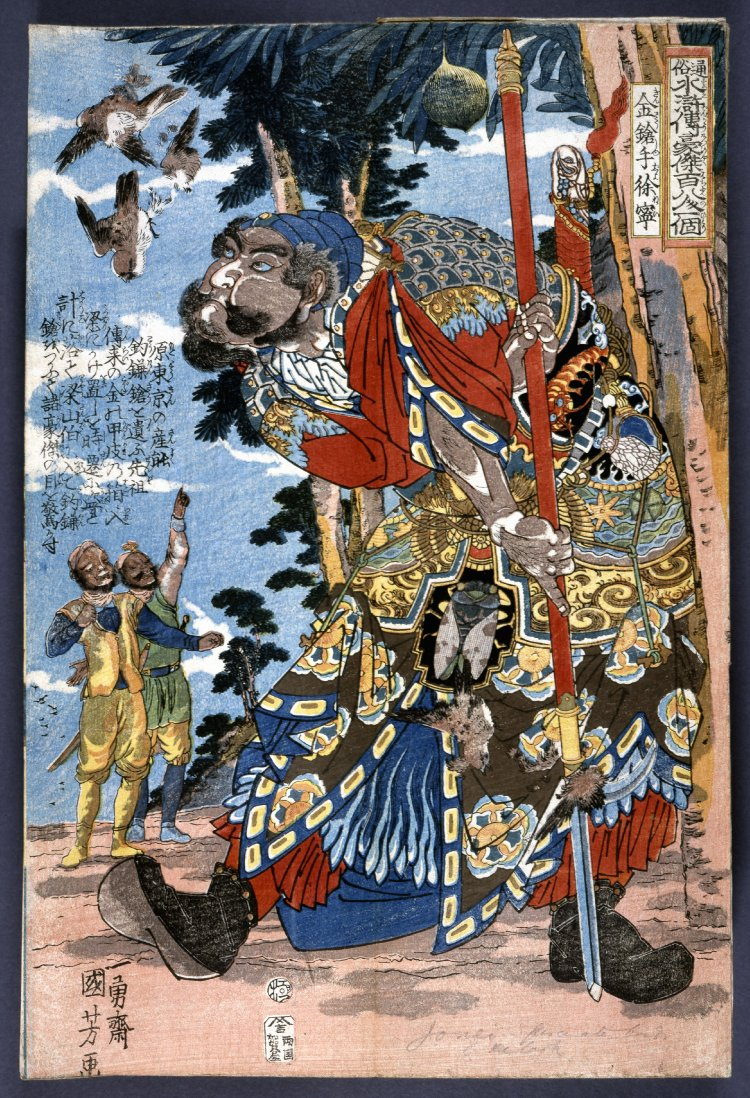
우타가와 구니요시가 그린 서녕 우키요에

서녕(중국어 정체자: 徐寧 쉬닝[*])은 중국의 사대기서 중 하나인 《수호전》에 등장하는 인물로, 양산박 108성 중 18위로 천우성(天祐星)에 해당하는 인물이다. 기마술에 능하고 금창(金槍)과 구겸창(鉤鎌槍) 등의 창술에 통달하여 금창수(金槍手)라는 별호가 붙었다.

## 생애
금군(禁軍) 금창반의 사범 직위에 부임해 있었으며, 창봉 교두였던 표자두(豹子頭) 임충(林冲)의 옛 동료였다. 고종 사촌동생은 양산박의 기장(機匠)인 금전표자(金錢豹子) 탕륭(湯隆)으로서, 쌍편(雙鞭) 호연작(呼延灼) 장군이 태위 고구의 명을 받아 양산박을 공략할 당시 양산박은 연환갑을 입힌 기병 부대를 상대할 저력이 부족하다는 것을 깨닫고 그 기마 부대의 약점을 뚫을 수 있는 유일한 무기인 구겸창의 활용법을 유일하게 알고 있는 서녕을 포섭하는 계획을 세운다. 이에 고상조(鼓上蚤) 시천(時遷)이 밀파되어 그의 가보인 안령체취권금갑(鴈翎砌就圈金甲)을 도둑질해 오고, 다음 날 탕륭이 서녕의 가택에 찾아와 안령갑을 보고 싶다고 시치미를 떼면서 서녕에게 안령갑의 도난을 확인시킨다. 탕륭과 함께 시천을 잡으러 집을 나온 서녕은 양산박 근처의 주점에서 시천을 잡게 되나, 그곳에서 철규자(鐵叫子) 악화(樂和)가 권한 몽한약이 들어있는 술에 쓰러지게 되며, 서녕의 이름으로 도둑질을 한 다음 몰래 병대충(病大蟲) 설영(薛永)을 시켜 서녕의 가족까지 양산박으로 데려가게 된다. 서녕은 약효가 깬 뒤에야 이 사실을 알게 되어 크게 노하지만 급시우(及時雨) 송강(宋江)의 설득과 융숭한 대접으로 화를 풀게 되어 양산박의 창술 사범 및 팔호기 겸 선봉사의 위치에 오른다.
서녕의 훈련으로 구겸창 사용법을 익힌 병사들은 호연작의 연환마를 상대로 대승을 거두었으며, 그 이후로도 은창수(銀槍手) 소이광(小李廣) 화영과 함께 창기병대를 이끌게 되면서 여러 전투에서 활약한다. 요나라의 명궁인 천산용(天山勇)을 처치하고, 계략으로써 전호(田虎)의 성을 획득하는 등의 공을 세우다가, 방랍의 난 때 여사낭(呂師囊)을 죽이는 공을 세웠다. 그러나 항주성 전투 중 정목안(井木犴) 학사문(郝思文)이 사로잡히자 구출하러 적진으로 말머리를 돌리다가 목에 독화살을 맞고 당하여 사망한다.

## 대중 문화
영상 매체에서 서녕을 연기한 배우는 다음과 같다.
- 천워푸: 영화 《탕구지》(1975)
- 장웨이: 드라마 《수호전》(1998)
- 왕리: 드라마  《수호전》(2011)
- 허중화: 영화 《금창수서녕》(2012)